# قوانين التقارب
تُستخدم قوانين التقارب (بالإنجليزية: Affinity laws) للمضخات أو المراوح في الهيدروليكا والتبريد والتكييف، للتعبير عن العلاقة بين المتغيرات المتعلقة بأداء وقدرة المضخة أو المروحة، مثل الارتفاع الهيدروليكي والتدفق الحجمي وسرعة عمود الدوران.
تُطبق قوانين التقارب على المضخات والمراوح والتربينات الهيدروليكية، وتُطبق عليهم سواء كانت الألة من نوع الطرد المركزي أو محوري التدفق.
تُستنتج القوانين بواسطة نظرية π لباكنغهام ‏، وترجع أهمية قوانين التقارب إلى أنها تسمح بالتنبأ بخاصية الارتفاع الهيدروليكي الناتج من مضخة أو مروحة من خاصية أخرى معلومة ومقاسة عند سرعة مختلفة للمروحة الدفاعة أو عند قطر مختلف لها.
إن الشرط الوحيد لاستخدام قوانين التقارب هو أن تكون المضختان أو المروحتان متشابهين ديناميكاً، حتى تكون نسب المائع المضوخ هي نفسها.

## القانون الأول
يُستخدم القانون الأول عند ثبوت قطر المروحة الدفاعة، وله ثلاث حالات:
- الحالة الأولى: يتناسب تدفق المائع مع سرعة العمود الدوار،[1] ويُعبر عنها بالمعادلة التالية:

{\displaystyle {Q_{1} \over \ Q_{2}}={\left({N_{1} \over N_{2}}\right)}}
- الحالة الثانية: يتناسب الضغط أو الارتفاع الهيدروليكي مع مربع سرعة العمود الدوار، ويُعبر عنها بالمعادلة التالية:

{\displaystyle {H_{1} \over H_{2}}={\left({N_{1} \over N_{2}}\right)^{2}}}
- الحالة الثالثة: تتناسب القدرة مع مكعب سرعة العمود الدوار، ويُعبر عنها بالمعادلة التالية:

{\displaystyle {P_{1} \over P_{2}}={\left({N_{1} \over N_{2}}\right)^{3}}}
حيث:
- {\displaystyle Q} : معدل التدفق الحجمي، ويقاس بالجالون/دقيقة أو القدم المكعب أو لتر/ثانية.
- {\displaystyle D} : قطر المروحة الدفاعة، ويقاس بالمليميتر على سبيل المثال.
- {\displaystyle N} : السرعة الدورانية للعمود الدوار، وتقاس بالدورة كل دقيقة.
- {\displaystyle H} : الضغط أو الارتفاع الهيدروليكي الناتج عن المضخة أو المروحة، ويقاس بالرطل لكل بوصة مربعة أو بالباسكال.
- {\displaystyle P}: قدرة العمود الدوار، وتقاس بالوات على سبيل المثال.

## القانون الثاني
يُستخدم القانون الثاني عند ثبوت سرعة العمود الدوار، وله ثلاث حالات:
- الحالة الأولى: يتناسب تدفق المائع مع قطر المروحة الدفاعة، ويُعبر عنها بالمعادلة التالية:

{\displaystyle {Q_{1} \over \ Q_{2}}={\left({D_{1} \over D_{2}}\right)}}
- الحالة الثانية: يتناسب الضغط أو الارتفاع الهيدروليكي مع مربع قطر المروحة الدفاعة، ويُعبر عنها بالمعادلة التالية:

{\displaystyle {H_{1} \over H_{2}}={\left({D_{1} \over D_{2}}\right)^{2}}}
- الحالة الثالثة: تتناسب القدرة مع مكعب قطر المروحة الدفاعة، ويُعبر عنها بالمعادلة التالية:

{\displaystyle {P_{1} \over P_{2}}={\left({D_{1} \over D_{2}}\right)^{3}}}
حيث:
- {\displaystyle Q} : معدل التدفق الحجمي، ويقاس بالجالون/دقيقة أو القدم المكعب أو لتر/ثانية.
- {\displaystyle D} : قطر المروحة الدفاعة، ويقاس بالمليميتر على سبيل المثال.
- {\displaystyle N} : السرعة الدورانية للعمود الدوار، وتقاس بالدورة كل دقيقة.
- {\displaystyle H} : الضغط أو الارتفاع الهيدروليكي الناتج عن المضخة أو المروحة، ويقاس بالرطل لكل بوصة مربعة أو بالباسكال.
- {\displaystyle P}: قدرة العمود الدوار، وتقاس بالوات على سبيل المثال.[2]

## دقة القوانين
تفترض هذه القوانين أن كفاءة المضخة أو المروحة تبقى ثابتة، أي أن {\displaystyle \eta _{1}=\eta _{2}}، الأمر الذي يعتبر نادراً فعلياً، لكنه يعتبر فرض تقريبي جيد عندما يُستخدم في مدى التردد أو الأقطار المناسب. تعتمد العلاقة الفعلية بين السرعة والقطر والكفاءة على الخواص الفردية لتصميم المروحة أو المضخة.

تصبح ديناميكا الموائع الحسابية أو اختبار المنتج أمراً ضرورياً عندما تكون هناك حاجة لمستوى دقة مرتفع في الحسابات. يُعتبر أيضاً الاستكمال من البيانات الدقيقة أكثر دقة من قوانين التقارب.
تعمل القوانين بشكل جيد عندما تُطبق على المضخات في حالة ثبوت قطر المروحة الدفاعة وتغير السرعة (القانون الأول)، لكنها تكون أقل دقة في حالة ثبوت سرعة المروحة الدفاعة وتغير القطر (القانون الثاني).

## روابط خارجية
حساب قوانين التقارب باستخدام برنامج إكسل. موقع الهندسة الكيميائية.